# Albert Dulk
Albert Friedrich Benno Dulk (ur. 17 czerwca 1819 w Królewcu, zm. 29 października 1884 w Stuttgarcie) – niemiecki pisarz i rewolucjonista.
Brał udział w rewolucji 1848 roku. Jako autor dramatyczny, należy do łowców efektu, ujmujących widza pozorami (dzięki wyborowi tematu i tendencji), a nie głębią poetyckiego ujęcia. W swych dziełach zwalczał chrześcijański pogląd na świat.

## Dzieła
- Lichter aus Frankfurt. Der Briefwechsel Friedrich Stoltzes mit Albert Dulk 1867-1884. Weimar: VDG. 2004. ISBN 3-89739-426-X
- Der Briefwechsel zwischen Albert Dulk und Paul Heyse 1860 – 1882. Mitget. von Ernst Rose. New York: Columbia Univ. Press. 1929.
- Orla. Dramatische Dichtung. Mannheim: Grohe. (1844)
- Lea. Drama in 5 Akten. Königsberg: Samter & Rathke. (1848)
- König Enzio. Große Oper in vier Akten. Musik von Johann F. Abert. Stuttgart: Blum und Vogel. (ca. 1863)
- Kaiser Konrad der Zweite. Historisches Schauspiel in drei Handlungen. Leipzig: Brockhaus. 1867.
- Willa. Schauspiel in drei Handlungen. Wien: Rosner. 1875.
- Gedichte. Stuttgart: Dietz. 1892. 2. Aufl.
- Sämmtliche Dramen, hrsg. von Ernst Ziel. Stuttgart: Dietz. 1893/94.